# Theophilus Presbyter
Theophilus Presbyter (Pseudonym; 12. Jahrhundert) war ein Benediktinermönch und Verfasser einer lateinischen Schrift, in der verschiedene Kunsthandwerkstechniken des Mittelalters ausführlich dargestellt werden.

## Werk
Die von ihm zusammengestellte Schriftensammlung wird als „Schedula diversarum artium“ bezeichnet (auch „De diversis artibus“) und dürfte zwischen 1100 und 1120 entstanden sein. Die ältesten erhaltenen Handschriftenexemplare befinden sich in Wien (Österreichische Nationalbibliothek, Cod. 2527) und in Wolfenbüttel (Herzog August Bibliothek, Cod. Guelf. Gud. Lat. 69 2°). Gotthold Ephraim Lessing entdeckte die Schrift als Bibliothekar in Wolfenbüttel neu. Eine erste deutsche Edition von Teilen des Werkes erschien 1874. Moderne Übersetzungen der Schedula existieren u. a. in englischer, französischer, polnischer, italienischer und ungarischer Sprache (19. oder 20. Jahrhundert).
Die Schedula des Theophilus ermöglicht detaillierte Einblicke in die Techniken des hochmittelalterlichen Kunsthandwerks. In insgesamt drei Teilen werden umfassend die Herstellung und Anwendung der Mal- und Zeichenmittel (Maltechniken, Farben und Tinten), insbesondere für die Buch- und Wandmalerei, die Herstellung von farbigem Glas und die Technik der Glasmalerei beschrieben sowie die verschiedenen Techniken der Goldschmiedekunst erläutert. Auch die Anleitung zum Bau von Orgeln und Glocken fehlt nicht. Nach dieser Anleitung gegossene Glocken werden als Theophilusglocken bezeichnet.

## Identität
Man ist lange davon ausgegangen, dass Theophilus mit dem Priester-Mönch Rogerus von Helmarshausen identisch sei. Dies ist jedoch umstritten, neuere Forschungen bestreiten dies plausibel.
Mittlerweile wird auch die Abfassung aller Teile durch eine Einzelperson angezweifelt.

## Werke
- „De diversis artibus“ oder „Schedula diversarum artium“ (in 3 Büchern, Diversarum artium schedula sive de diversis artibus libri III)

## Ausgaben und Übersetzungen der Schedula
- Albert Ilg (Hrsg.): Theophilus Presbyter: Schedula diversarum artium (= Quellenschriften für Kunstgeschichte und Kunsttechnik des Mittelalters und der Renaissance. 7). Braumüller, Wien 1874 (Digitalisat).
- Wilhelm Theobald (Hrsg.): Technik des Kunsthandwerks im zehnten Jahrhundert. Des Theophilus Presbyter ‚Diversarum artium schedula‘. In Auswahl neu herausgegeben, übersetzt und erläutert. VDI-Verlag, Berlin 1933 (Spätere Ausgaben 1953 und 1981).
- Charles R. Dowell (Übersetzer): Theophilus: De Diversis Artibus. = The various arts. Translated from the Latin with introduction and notes. Nelson, London u. a. 1961.
- Erhard Brepohl: Theophilus Presbyter und das mittelalterliche Kunsthandwerk. Gesamtausgabe der Schrift „De diversis artibus“ in einem Band. Böhlau, Wien/Köln/Graz 2013, ISBN 978-3-412-20995-7.